# 붉은 가족
"붉은 가족"(영어: Red Family)은 2013년에 개봉한 대한민국의 영화이다. 2013년 도쿄 국제 영화제 관객상을 수상하였다.

## 캐스팅
- 김유미 : 백승혜 역
- 정우 : 김재홍 역
- 손병호 : 조명식 역
- 박병은 : 창수 아빠 역
- 박소영 : 오민지 역
- 강은진 : 창수 엄마 역
- 강도은 : 창수 할머니 역
- 오재무 : 창수 역
- 이양희 : 공장 남자 역
- 박명신 : 두꺼비 아줌마 역
- 이재구 : 그림자 대장 역
- 추승욱 : 그림자 1 역
- 주희중 : 그림자 2 역
- 김재홍 : 그림자 3 역
- 전진배 : 선원 1 역
- 서동구 : 선원 2 역
- 강수호 : 선원 3 역
- 김재록 : 탈북자 언론인 역
- 장윤실 : 탈북자 엄마 역
- 김성환 : 탈북자 아빠 역
- 김현지 : 탈북자 아이 역
- 김희창 : 이중호 역
- 조한철 : 사채업자 역
- 임현철 : 똘마니 1 역
- 한동희 : 똘마니 2 역
- 이혜린 : 여중생 역
- 주부진 : 식당할머니 역
- 손흥민 : 식당 아빠 역
- 도유진 : 식당 엄마 역
- 고세원 : 식당 중학생 역
- 박옥출 : 식당 아줌마 역
- 박효준 : 차주인 남 역
- 나철 : 경비군인 역
- 고낙현 : 불량배 1 역
- 이존승 : 불량배 2 역
- 김병옥 : 철물점주인 역 (특별출연)